# ドゥカティ
ドゥカティ・モーター・ホールディング（Ducati Motor Holding S.p.A.）とは、イタリアのオートバイメーカー。イタリアの自動車メーカーであるランボルギーニが直接所有しており、ランボルギーニの親会社はフォルクスワーゲン・グループが所有するアウディである。
以前はドカティとも表記された。1952年まで製造していたカメラのメーカーとしては一般的にデュカティと表記される。日本の自動車検査証には以前「ドカテイ」と「ドゥカティ」の2種類の車名コードが存在したが、2013年以降はドゥカティに一本化された。「ドカ」と俗称される。

## 概要

### 創業からオートバイ製造まで

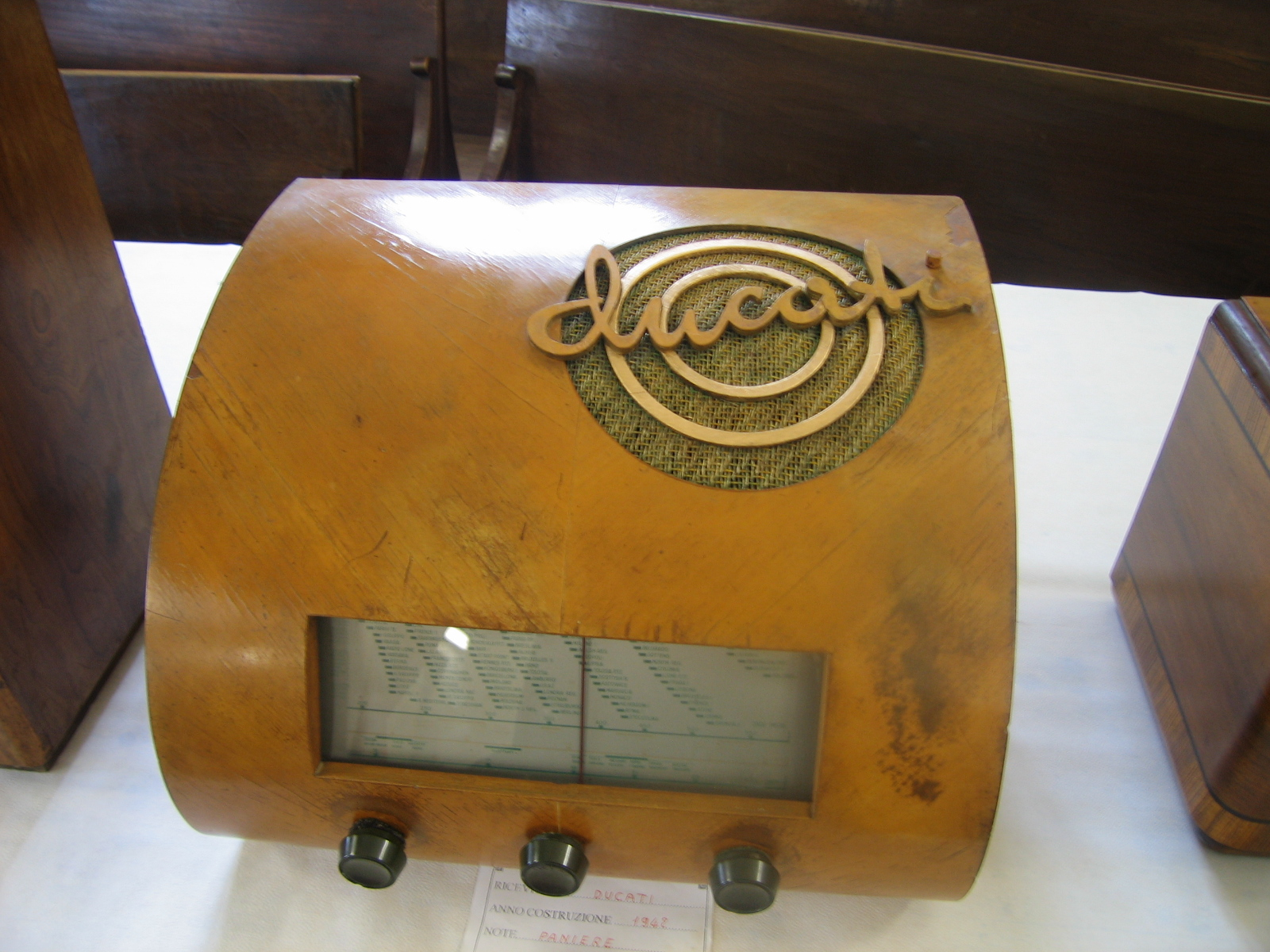
ドゥカティ製ラジオ

ドゥカーティの一族は古代ローマ帝国まで遡る由緒あるイタリアの名家であり、ボローニャを拠点としルネサンス期から医学や技術の面で優れた人材を輩出した。アントニオ・カヴァリエーリ・ドゥカーティは1880年頃から水力学と鉄道関係の発明家、技術家として工場を経営していた。水力は発電機と密接な関わりがあり、ここから電機関連事業へと参入した。
アントニオの息子アドリアーノ・カヴァリエーリ・ドゥカーティ（Adriano Cavalieli Ducati ）は電気に深い関心を持ち、グリエルモ・マルコーニの影響を受けて1924年にはアメリカ合衆国との交信に成功、無線通信や放送事業に大きな将来性を見い出し、1925年に兄弟のブルーノ・ドゥカーティ（Bruno Ducati ）、マルチェッロ・ドゥカーティ（Marcello Ducati ）とともに「ソチェタ・シェンティーフィカ・ラディオ・ドゥカーティ」（Società Scientifica Radio Ducati ）を設立、1926年には「ソチェタ・シェンティーフィカ・ラディオ・ブレヴェッティ・ドゥカーティ」（Società Scientifica Radio Brevetti Ducati、SSRBD）と改名した。巨大な工場をボローニャとミラノに建設、高品質な電子部品の大量生産に成功、1939年には従業員7000人の大企業へと成長した。赤いドゥカーティのマークをつけたコンデンサーは時折古いイタリア電気製品の中に発見できる。この当時、アイントホーフェンの小さな電球製造工場だったフィリップスから招かれて技術協力を約束、その後ドゥカーティの後押しでこの工場は世界最大の電気メーカーへの道を歩むことになった。
当初はラジオや無線の部品製造会社であったが、当時イタリアはベニート・ムッソリーニの政策により急速に工業化を進めており、また新しい技術に意欲的だったドゥカーティ兄弟は1935年にインターホン、1939年に電気蓄音機とラジオ、1940年に電気シェーバー、1941年に16mmフィルム映写機、1942年には電動計算機、と次々に新製品を発売した。この他にもカール・ツァイスのパテントでレンズ、眼鏡、双眼鏡、オーディオアンプ、自転車と広い範囲の製品を販売した。
しかし第二次世界大戦により大きな被害を受け、産業復興公社（IRI）の支援を受けることとなった。

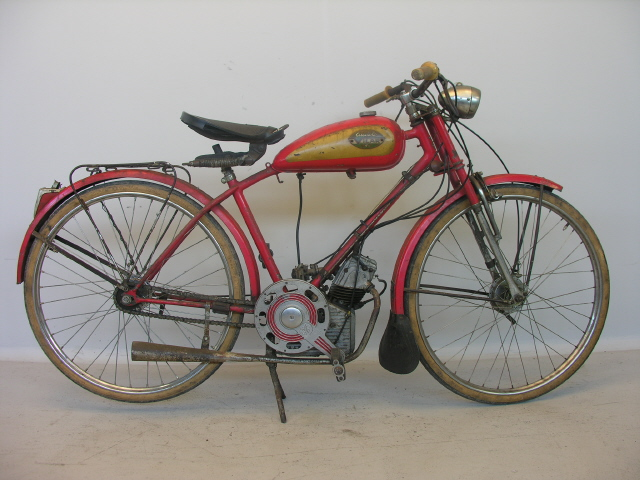
クッチョロ

ちょうどその頃トリノにあったシアタは原動機付き自転車クッチョロ（Cucciolo、子犬の意）を発売してベストセラーとなっており、エンジンのOEM生産先を探していた。その事情を産業復興公社が知ってドゥカティを紹介し、1946年ドゥカティでエンジンを生産することになる。ドゥカティは1947年には販売権を獲得し、改良しつつ総計25万台以上を販売した。当時はピアジオのベスパとイノチェンティのランブレッタがライバルで、優秀さをアピールするためレースに出場するようになった。
産業復興公社の元でドゥカティは「マイクロカメラ・ドゥカーティ」の製造を手掛けた。発売時期に関しては諸説あり、早い説では『メイド・イン・イタリー』など1938年とする記述もある。『ドゥカーティ・ストーリー』中には1940年頃ベルギー支社がブリュッセルの見本市に出した展示の写真の中にカメラらしきものが写っているというが試作品の可能性もある。マラヴォルティは『イタリアカメラ』中で1946年としている。ジェームズ・マッケオンの本は1950年頃とする。ソーニョとシンプレックスが知られ、どちらも一般的なカメラと逆で「カメラを構えて左手側」が巻き上げノブである。しかし過去にファシスト党政権に協力したとして市場でボイコットを受け1950年代初めに写真部門を閉鎖、結果今日では珍品としてマニアに人気があり高価に取引されている。
会社が発展したため、1953年創立からの分野である通信機器部門とオートバイ部門の2つに会社が分割された。なお通信機器部門もドゥカティ・エネルジアとして今日も存在するが、現在のオートバイメーカーとしてのドゥカティとの資本関係はなくなっている。

### レース参加とオートバイ製品の歴史
ドゥカティは比較的初期の段階からレース活動を積極的に続けており、レース活動で得たデータを活かして公道用市販車の開発に積極的に役立てるのもドゥカティの特徴の一つとなっている。他のメーカーでもレース活動から公道用市販車へのフィードバックは行なわれているが、公道用市販車がレース活動で使われている車両とこれほど密接な関係にあるのは珍しい。
- 1946年 - クッチョロ（Cucciolo、子犬の意）生産開始。50cc1.25馬力で最高時速50km/h。
- 1954年 - エンジン設計主任としてファビオ・タリオーニ（Fabio Taglioni ）がFBモンディアルから転職、1955年3月にはカムシャフトをベベルギア駆動する100ccOHCエンジンを搭載した100ccグラン・スポルト・レーサー、愛称 マリアンナ （Marianna ）を設計。
- 1956年 - 世界グランプリに参戦、125ccGP用レーサーにドゥカティとしては初めてデスモドロミック機構を採用。
- 1956年 - マークIIIシリーズに市販車として初めてデスモドロミック機構を採用。
- 1964年 - 5速ミッション採用。
- 1964年 - 後ろ側エンジンマウントの幅を拡げ、ミッション、オイルポンプが強化された。これ以降のエンジンはワイドケースと俗称される[注釈 2]。
- 1970年 - 現在の主力商品である大排気量Lツインの元祖、750GT をミラノショーで発表。
- 1972年 - イモラ200マイルレースにて デスモLツイン750ccレーサー がデビュー戦でワンツーフィニッシュ。優勝はポール・スマート（Paul Smart ）、2位はブルーノ・スパッジャーリ（Bruno Spaggiari ）。

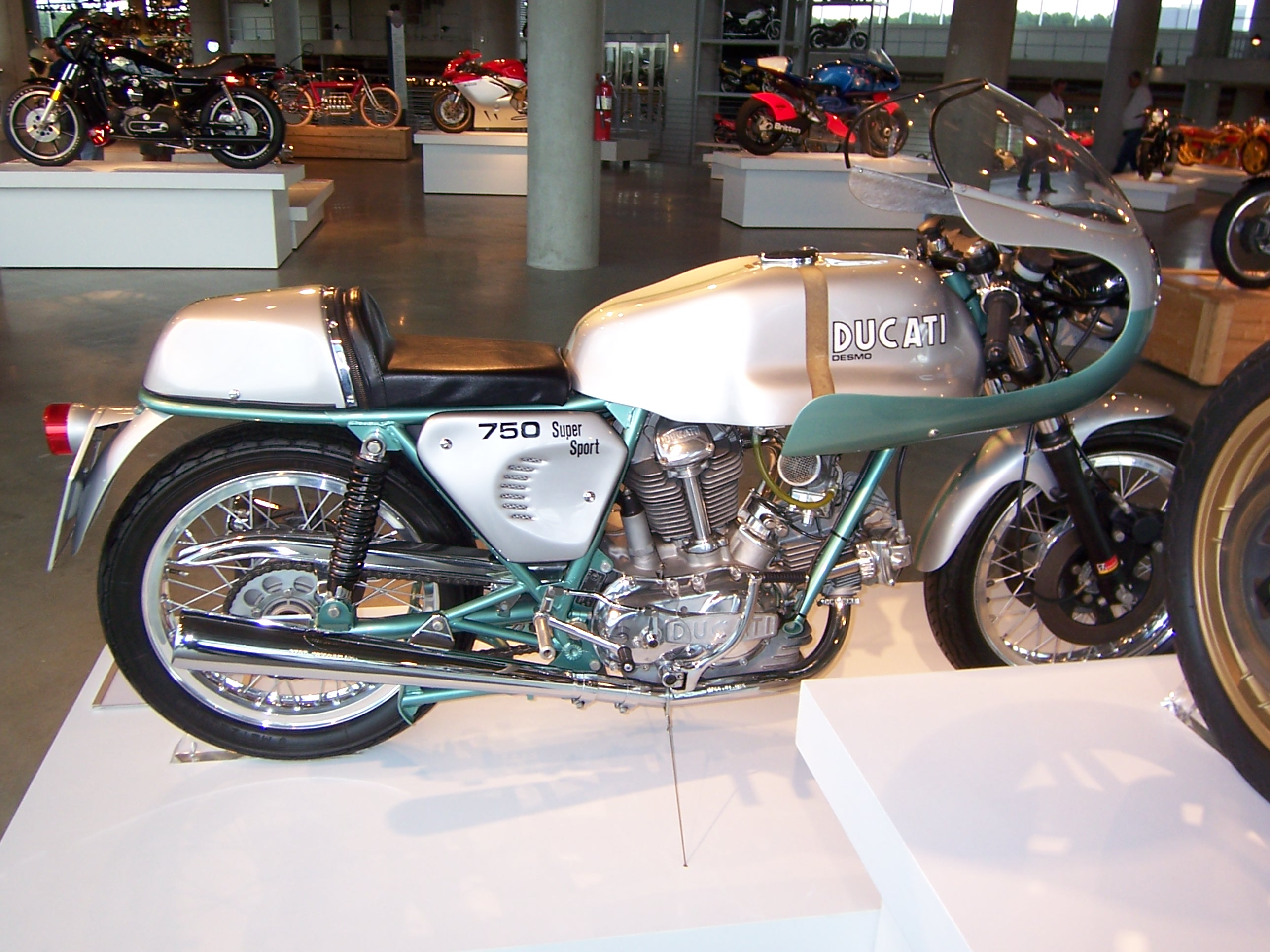
750SSイモラレプリカ

- 1974年 - 750GT にデスモドロミック機構を搭載しカウルを装着したスポーツモデル 750SS をイモラレプリカとして発表。単気筒モデルを製造中止。
- 1975年 - 750GT を大排気量化した 860GT を設計する際デザイナーにジョルジェット・ジウジアーロを迎え、クランクケースが角形になった[注釈 3]。
- 1978年 - マン島TTレースで当時の強敵ホンダRCBを破ってマイク・ヘイルウッドの乗るNCRの 900SS が優勝した。
- 1979年 - マイク・ヘイルウッド・レプリカを発売。
- 1978年 - 伝統のベベルギア駆動ではなくカムシャフトをコグドベルト駆動する初めてのモデル 500SLパンタ 発売。以後 600SLパンタ、650SLパンタ と進化する。
- 1983年 - カジバと提携。
- 1985年 - 750F1パンタ 発売。同年マイク・ヘイルウッド・レプリカの最終モデル ミッレ が製造中止となり、ベベルギア駆動からコグドベルト駆動への世代交代が完了した。カジバに買収され傘下に入った。
- 1986年 - カジバの設計者マッシモ・タンブリーニにより設計されたパゾ発売。
- 1988年 - スーパーバイク世界選手権が始まり 851 で最初から参戦、2006年までの19年の間に12人の年間チャンピオンを輩出している。
- 1998年7月 - カジバ傘下からアメリカテキサスの パシフィックグループ 傘下に移った。
- 2003年 - ロードレース世界選手権の最高峰MotoGPクラスに参戦しホンダやヤマハに次ぐ勝利数を挙げるメーカーとなっている。
- 2007年 - ワークス契約ライダーのケーシー・ストーナーとドゥカティ・マルボロチームがMotoGPクラスで年間優勝、ドゥカティ初の3部門（ライダーズ、コンストラクターズ、チーム）すべての制覇を成し遂げた。日本メーカー以外のマシンが世界最高峰のオートバイレースで年間優勝したのは1974年のMVアグスタ以来33年ぶり。MotoGPで出場していた車両（デスモセディチ)を基に一般公道走行可能にした車種が発売された。
- 2012年 - 4月18日、ドイツの自動車メーカーアウディはドゥカティを傘下に持つ投資会社インベストインダストリアル・ホールディングスから株式を取得し、同社を買収したと発表した。買収と同時にフォルクスワーゲングループ傘下となる。[6][7]
- 2022年 - フランチェスコ・バニャイアとドゥカティ・レノボチームがMotoGPクラスで年間優勝、2007年以来の3部門すべての制覇を成し遂げた。

### 製造販売する車種の特徴
Lツイン
過去には単気筒エンジンや並列2気筒エンジン搭載のモデルもあったが、ほとんどのモデルは90度V型2気筒エンジンを搭載している。他社の殆どのVツインと違い前バンクシリンダーをぎりぎりまで前輪に近付けエンジンの搭載箇所を低くしてある。そのため横から見ると“V”というよりアルファベットの“L”に見えることからドゥカティではこのエンジンをLツインと称している。
4気筒エンジン搭載機種については2018年発売のパニガーレV4のように通常のV4配置となっているが、点火間隔が70度というのが特徴となっている。
デスモドロミック
エンジンにデスモドロミックと呼ばれる強制バルブ開閉システムを採用しており、「デスモ」と略称される。ドゥカティでは1956年の125ccGP用レーサーに初めて採用され、市販車への採用は1968年マークIIIデスモシリーズが最初である。近年まで全てのモデルにデスモドロミック機構が搭載されており、ドゥカティを象徴するシステムと言っても過言ではなかったが、2021年の新型ムルティストラーダV4シリーズでは遂にデスモドロミックではなくスプリングバルブリターン方式が採用された。
ベベルギア駆動
オートバイ用エンジンでは一般にエンジン内部に組み込まれているチェーンによってオーバーヘッドカムシャフトを駆動する例が多いが、以前のドゥカティではベベルギアによって駆動していた。ベベルギアケースはエンジンの外観上の特徴ともなっている。
コグドベルト駆動
ベベルギア駆動に代わって500SLパンタで採用され、以後全てのモデルに採用された。自動車では非常に一般的な方法であるがオートバイ用エンジンでは珍しい。
鋼管トレリスフレーム
フレームは鋼管をトラス形状に組んで製作されている。なお、1199 パニガーレや2021年モデルのモンスターなど、トレリスフレームではないマシンも登場してきている。

## カメラ製品の一覧
一般的なパトローネがフィルム室に入らず、フィルムだけを専用小型マガジンに詰め替えなければ撮影できない。フィルムマガジンはスプールを除いてテッシナと互換性があり、スプールを交換するか加工すれば使える。15枚撮り。加工精度は極めて高い。部品点数は驚く程少ない。ボディーフレームは真鍮製で、割を使った金型によるダイカストにより製造されている。
- ソーニョ（Sogno 、1946年発売） - 。機種名はイタリア語で「夢」の意[4]。ファインダーと別に連動距離計を装備し「イタリアンライカ」「ミニチュアライカ」と呼ばれる。製品番号はOR6401.1[4]。レンズを沈胴させるとその大きさは奥行33mm[4]、幅100mm[4]、高さ54mm[4]しかないがその大きさに比して245g[4]と非常に重い。シャッターはフォーカルプレーン、B、1/20[5]または1/25[4]-1/500秒[5][4]の一軸不回転式で、シャッター速度変更はダイヤルを持ち上げて行なう[4]。シャッターがセルフキャッピング機構を持たない固定スリット式[4]なので普段は観音開きの遮光ドアが閉じており、撮影の瞬間だけ「強制開閉」される[4]。現在最も一般的に販売されている35mmフィルムを使用しフォーマットは24×18mm（ハーフ）判[4]。レンズは専用バヨネットマウントで交換でき大抵はVitor35mmF3.5[4]（製品番号、以下同様OD6401.1）が装着されている。純正交換レンズはDugon19mmF6.3[4]（OD6409.1）、Argon28mmF4[4]（OD6406.2）、Vitor35mmF2.8（OD6404.1）、Luxtor40mmF1.5[4]（OD6405.1）、Eltor40mmF2[4]（OD6404.1)、Lator60mm[4]（OD6403.1）。Teletor120mmF5.6[4]（OD6408.1またはOD6408.2）がある。システムカメラでありコピースタンド、現像タンク[5]、引伸機[5]、三脚[5]、フィルター[5]、クローズアップレンズ[5]等も存在するがさらに珍品である。1952年まで生産された。
  - ソーニョ 譲渡不可 - 従業員向けに数百台だけ作られ「譲渡不可」（Sogno Per Collaboratori ducati ）という刻印がある[4]。
- シンクロソーニョ（Synchro Sogno ） - 製品番号はOR6401.11[4]。
- シンプレックス（Simplex、1950年[5]発売） - 製品番号はOR6404.1[5]。デザインはソーニョと似ているが距離計を装備せず[4]レンズ交換ができずピント微調整レバーがない普及版カメラ。レンズは沈胴Etar35mmF3.5を固定装着する。シャッタースピードはB、1/20秒[5]または1/25[4]-1/250秒[5][4]。

## オートバイ製品の一覧

### オートバイ生産草創期
クッチョロ (Cucciolo)
1946年発売。50cc1.25馬力で最高速度50km/h。
クッチョロT3 (Cucciolo T3)
60cc1.5馬力で最高速度65km/h。
60S
1950年3月発売。65cc2.5馬力。
クルーザー175 (Cruiser 175)
1950年発売。175ccのスクーター。セルモーターとオートマティックミッションを装備していた。カロッツェリア・ギアがデザインした。
98S
1952年発売。6.9馬力で最高速度95km/h。
98T
1954年発売。東京隅田にあったナミキモータースが少数輸入した。

### 単気筒モデル

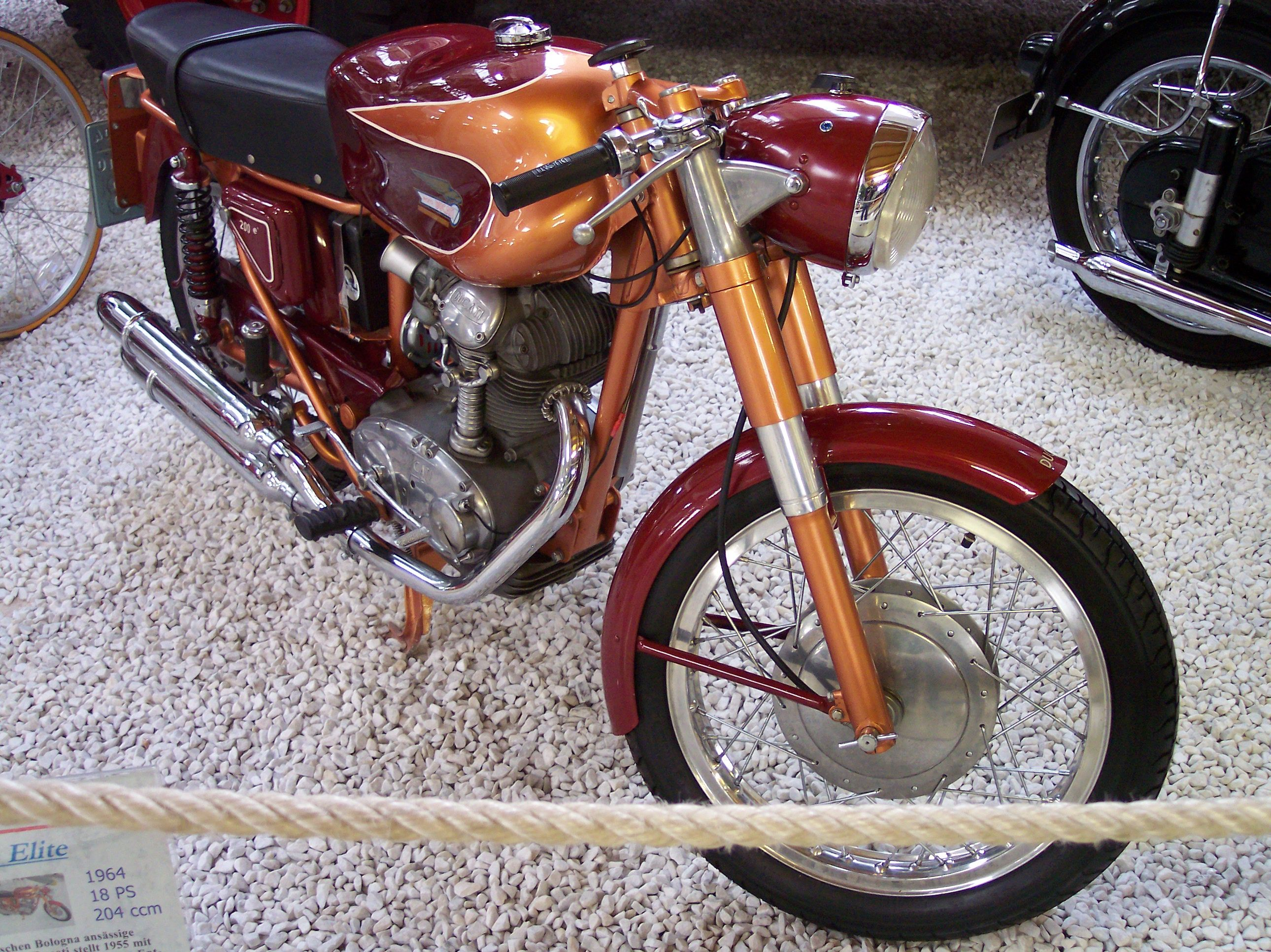
200エリート

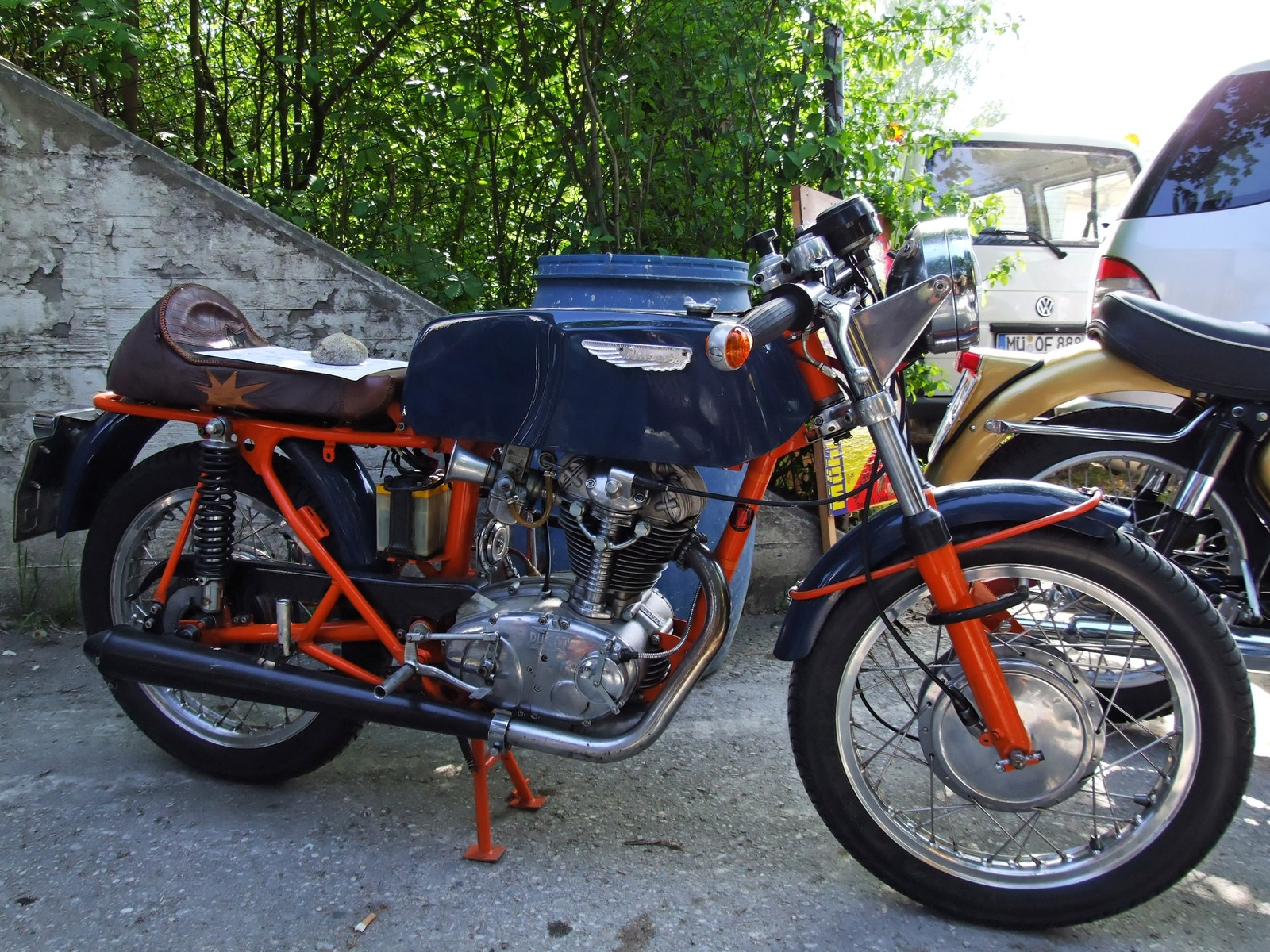
マッハ1

草創期のモデルも単気筒だが、いわゆるシングルドゥカティはこれ以降である。
100グラン・スポルト・レーサー (100Gran Sport Racer)
1954年製造。ドゥカティでファビオ・タリオーニが最初に設計したモデル。愛称マリアンナ。100ccOHCベベルギア駆動で9.4馬力、最高速度130km/h。以後のシングルドゥカティの原型となった。
125ccGPレーサー
1956年製造。世界グランプリ用に作られたレーサー。ドゥカティとしては初めてデスモドロミック機構を採用。
175スポルト (175Sport)
1956年12月ミラノショーで発表、1957年発売。125ccGPレーサーのレプリカで、ドゥカティとしては初めて市販されたOHC。14馬力で最高速度135km/h。勝利を収めたレーサーのレプリカを販売する公式はここに始まった。
175T
175スポルトのツーリングタイプ。11馬力。販売促進活動として世界一周60000kmを約1年かけて走破し、ドゥカティを一躍有名にした。
175TS
11馬力で最高速度110km/h。
125スポルト (125Sport)
1957年9月発売。175スポルトの125cc版。10馬力で最高速度112km/h。
100スポルト (100Sport)
1957年9月発売。175スポルトの100cc版。8馬力で最高速度105km/h。
125TS
125スポルトのツーリングタイプ。6.2馬力、最高速度90km/h。
200エリート (200Elite)
1958年11月発表。175ccのボアアップ版。17馬力で最高速度140km/hのレーシーなモデル。
125アメリカーノ (125Americano)
1958年発売。アメリカのドゥカティ販売店の要望により生産された。11馬力。
200アメリカーノ (200Americano)
1958年発売。アメリカのドゥカティ販売店の要望により生産された。16馬力で120km/h。
200スーパースポルト (250Super Sport)
1959年発売。200エリートに27mmのデロルトSSIレーシングキャブレターを標準装備、ハイカムを組んでレース使用も可能としたモデル。18馬力で最高速度140km/h。
200スクランブラー (200Scrambler)
1959年発売。19馬力で100km/hオーバーのオン/オフ両用モデル。フロント21in。
200TSアメリカーノ (200TS Americano)
1960年発売。エリートのエンジンを搭載したモデル。
ダイアナ250 (Diana 250)
1960年発売。クリップオンハンドル。ヨーロッパではディトナ銘で販売。
250モンツァ (250Monza)
1961年発売。アメリカのドゥカティ販売店の要望により生産された。22馬力で128km/h。アップハンドル。1967年まで生産された。
ダイアナ250マークIII (Diana Mark III)
1963年発表, 1964年発売。5速ミッション。30馬力、177km/h。
250スクランブラー (250Scrambler)
1962年発売。200スクランブラーの排気量を拡大しスタイリングも一新した。フロント19in。
ダイアナ250GT (Diana 250GT)
1964年発売。250モンツァと同じエンジンで22馬力。セミアップハンドル。5速ミッション。
ダイアナマッハ1 (Diana Mach I)
1964年発売。250ccのフルチューンモデル。OHC単気筒でホンダCBを上回る28馬力、後には30馬力を発揮し1966年まで生産された。「マッハ1」と俗称される。
250TSアメリカーノ (250TS Americano)
250モンツァのエンジンを搭載したモデル。
160モンツァジュニア (160Monza Junior)
1964年発売。250モンツァの小型版。1966年まで生産。
セブリング350 (Sebring350)
1965年発売。20馬力で最高速度125km/h。
250マークIIIデスモ (250 Mark III Desmo)
1968年発売。市販車で初めてデスモドロミック機構を採用した。
350マークIIIデスモ (350 Mark III Desmo)
1968年発売。
450マークIIIデスモ (450 Mark III Desmo)
1969年発売。当時のドゥカティ最大排気量車。当初はシルバーショットガンと称される銀フレーク塗装であったが1973年からイエロー塗装となる。
450スクランブラー (450Scrambler)
1969年発売。
450R/Tデスモ (450R/T Desmo)
1971年発売。モトクロス仕様。
350デスモ (350Desmo)
1971年発売、1972年製造中止。
239マークIIIデスモ (239 Mark III Desmo)
1974年発売。240cc以下は税金が安いフランス向け輸出専用にボアダウンして製造された稀少モデル。軽量ピストンや30mmキャブの採用でパワー不足を補っている。
239マークIII (239 Mark III)
1974年発売。普通のバルブスプリング仕様。
レゴラリータ
1975年発売。2ストローク125ccのオフロード。12.8馬力。

### パラレルツインモデル
タリオーニも1960年代後半にDOHC700cc80馬力のエンジンを試作したが、これは産業復興公社が資金を出さず製品化には至らなかった。
製品化されたのはトゥミディが設計したもので、1968年のプロトタイプではOHV500ccで38馬力。1975年11月のミラノショーで発表された。Lツインの影に隠れてしまい1981年製造中止となっている。
500GTL
1975年発売。ツーリングモデル。40馬力。1976年まで販売された。
350GTL
1975年発売。500GTLの中型免許版。35馬力。1976年まで販売された。
500スポルトデスモ (500Sport Desmo)
1977年発売。44馬力。1978年まで販売された。
350スポルトデスモ (350Sport Desmo)
1977年発売。500スポルトデスモの中型免許版。37馬力。1978年まで販売された。
500GTV
1977年発売。40馬力。1981年まで販売された。エンジンはGTL、外装はダブルシートになった他スポルトデスモを受け継いでいる。
350GTV
1977年発売。500GTVの中型免許版。35馬力。1981年まで販売された。

### Lツインモデル

#### GTシリーズ
ネーミングはグランツーリスモだが、他メーカーの製品と比較すると極めてスポーツ指向が高い。空冷エンジン。

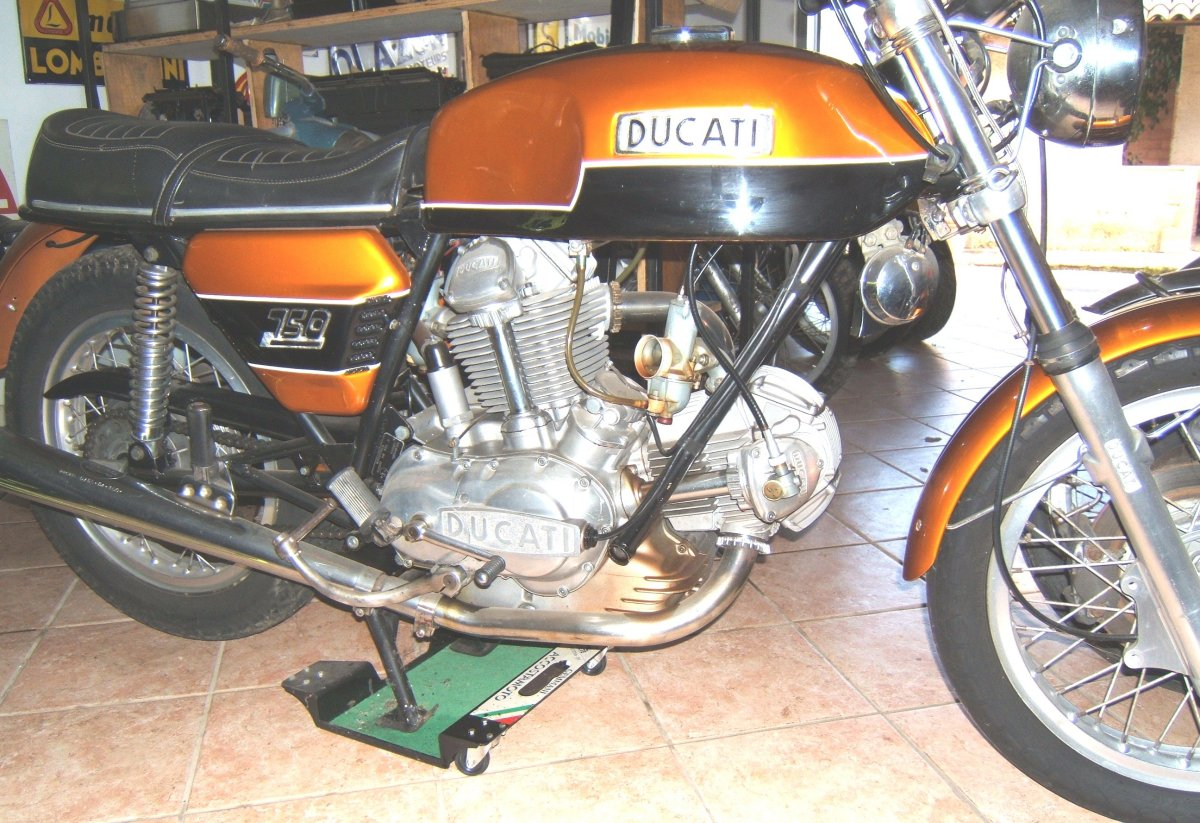
750GT
1970年11月ミラノショーにて発表、1971年春発売。最初のツインエンジンということでトラブル発生時の対処が簡単なように主にイタリア国内に出荷され, 日本への輸入は1973年に開始された。当初はキックのみであったが1973年辺りからセルモーター併用となる。圧縮比は8.5で60馬力。
860GT
1975年発売。デザインにジョルジェット・ジウジアーロが参加、エンジンが角ケースとなった。このエンジンデザインはその後SS、S2、MHR各シリーズ等販売される全車種のエンジンに波及した。
860GTS
1976年発売。
900GTS
1976年発売。数字は変わっているが排気量は860GTSと同じ864ccである。コンロッドやクランクピン等にマイナーチェンジが施されている。

#### Sシリーズ

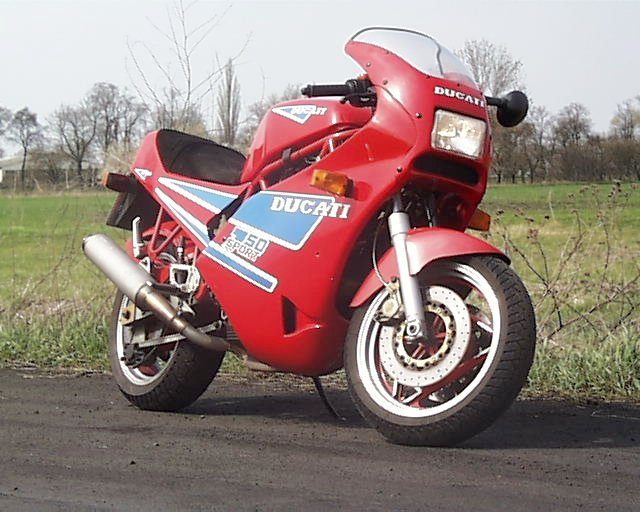
750スポルト（二代目)

SSシリーズの先行型で、1970年代からの初代と1980年代後半の二代目がある。どちらも空冷エンジン。
750スポルト
1971年夏に試作。1972年発売） - 750GTをベースにスポーツ仕様とした。圧縮比が9になり64馬力。1973年からフレームをスリム化したモデルにマイナーチェンジした。750Sと略称する。1975年式にはオプションとしてダブルシートもある。
900SDダーマ (900SD Darmah)
1977年発売。Sはスポルト、Dはデスモ、ダーマは虎の意。カンパニョーロ製のマグネシウムホイールを装着。
750スポルト
1988年発売。二代目。フラッグシップだった750F1の発展型だが851の下で普及機種となった。

#### SSシリーズ
Sシリーズの発展型。

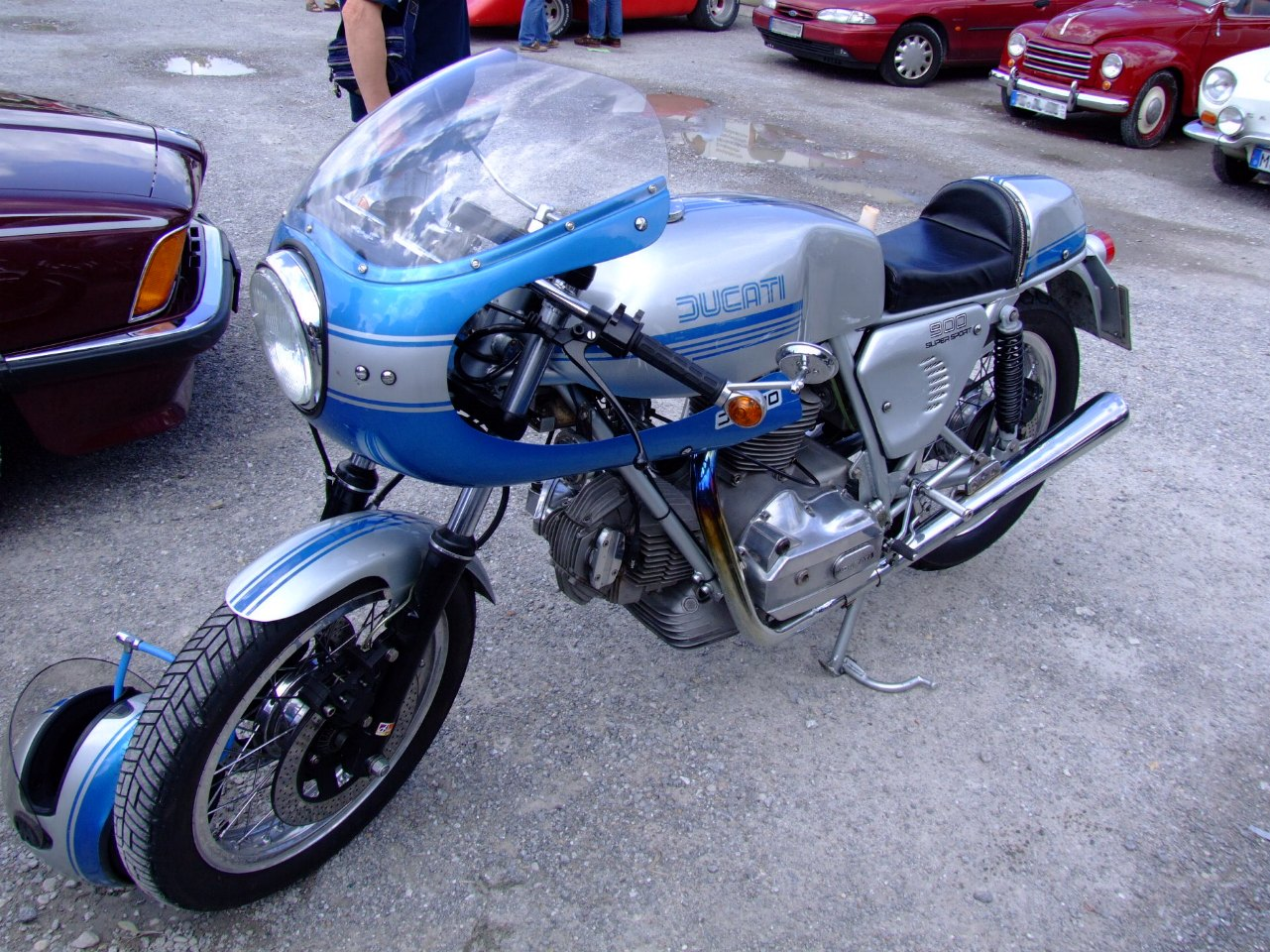
900SS（初代)

初代は1974-1982年販売され、二代目は1989-1997年、三代目は二代目の後継で1998-2006年に販売された。初代はイモラレプリカの750SSに始まり後に大排気量化された900SSが追加され900S2にバトンタッチした。二代目は900SS、750SS、600SS、400SSが併行販売された。三代目はSS900、SS750が併売された。

#### マイク・ヘイルウッド・レプリカ

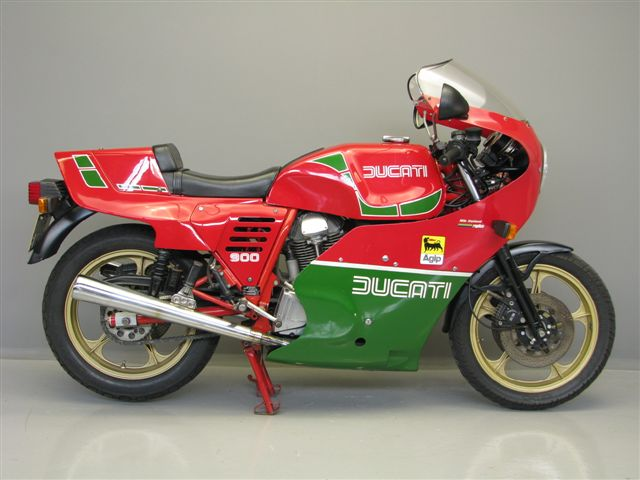
マイク・ヘイルウッド・レプリカ900 cc 1984年

1978年マン島TTF-1レースでマイク・ヘイルウッドの乗るNCR改造の900SSが当時の強敵ホンダRCBを破ったことにより販売されたレーサーレプリカ。MHRと略称される。
マイク・ヘイルウッド・レプリカ (Mike Hailwood Replica)
900SSのエンジンを使用した。前期型はキックのみ、後期型はセルが付いた。900MHRと略称される。
マイク・ヘイルウッド・レプリカ・ミッレ (Mike Hailwood Replica Mille)
973ccエンジンに変更された。1000MHRと略称される。

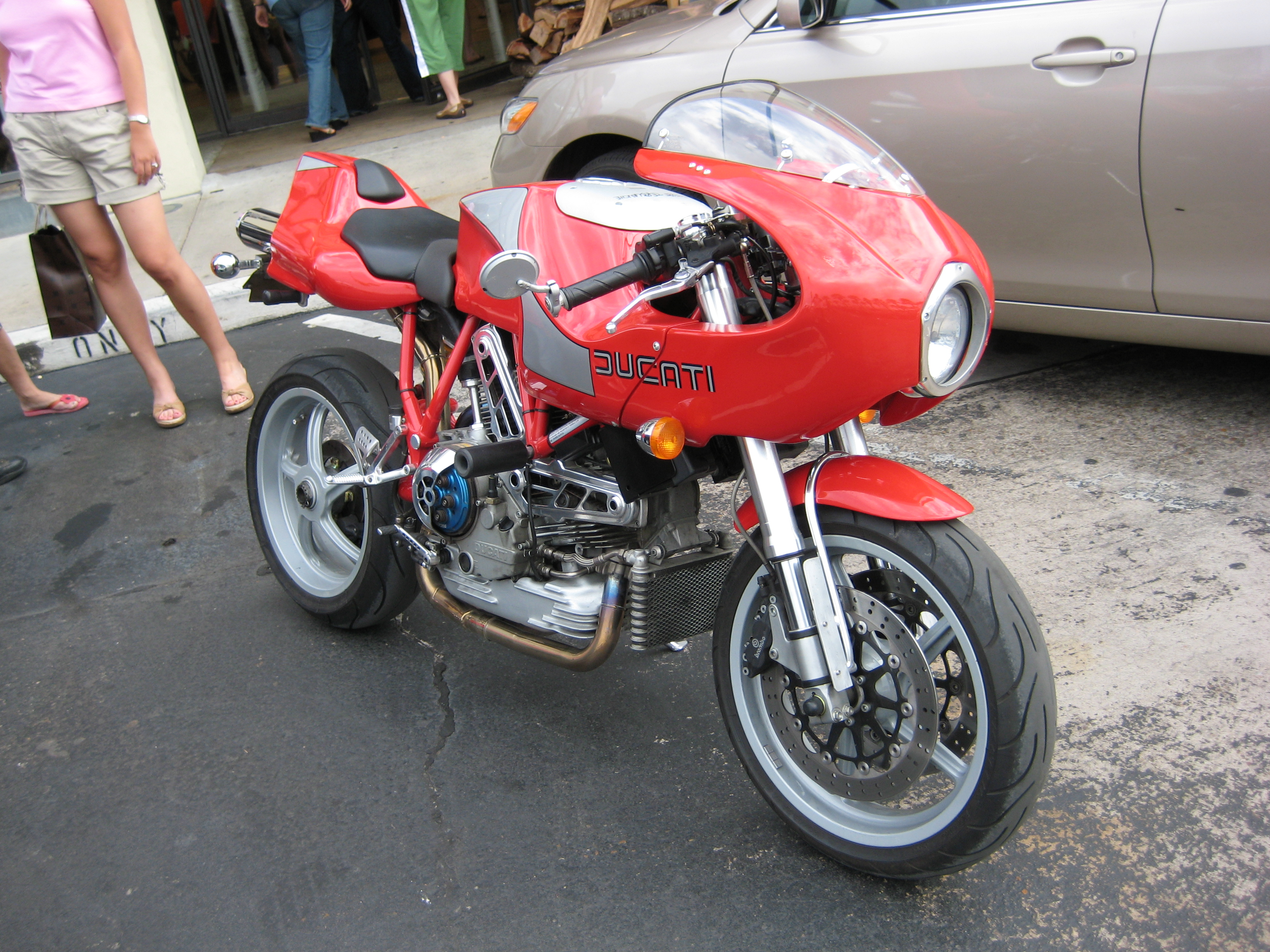
MH900e
2000年発売。発表は1998年のインターモットミュンヘン。往年製品の復刻ではなく最近の技術により作られた。チーフデザイナーはピエール・テルブランチ。末尾のeはエボルツィオーネ、つまり進化の意。製造は当時ボローニャ工場の生産能力に余裕がなかったため当初ビモータに委託され開発にも関わらせたがその途上で倒産したため自社生産に切り替えられた。

#### SLパンタシリーズ
コグドベルト駆動を採用したシリーズで、後の750F1シリーズに繋がる。空冷エンジン。
500SLパンタ (500SL Pantah)
1978年発売。初めてコグドベルト駆動を採用。
600SLパンタ (600SL Pantah)
1981年発売。500SLパンタをボアアップした。
650SLパンタ (650SL Pantah)
1983年発売。600SLパンタをボアアップした。
350XLパンタ (350XL Pantah)
1982年発売。イタリア中型免許に対応するモデル。クラッチはワイヤー式で重い。

#### F1/F3シリーズ
1985年から1988年まで販売された、TT-F1レプリカシリーズ。空冷エンジン。

#### パゾシリーズ

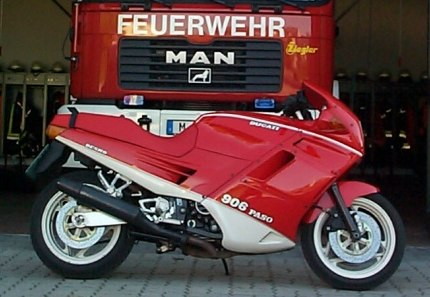
906パゾ

1986年から1992年まで販売された、レプリカとツアラーの中間的シリーズ。空冷エンジン。

#### スーパーバイクシリーズ

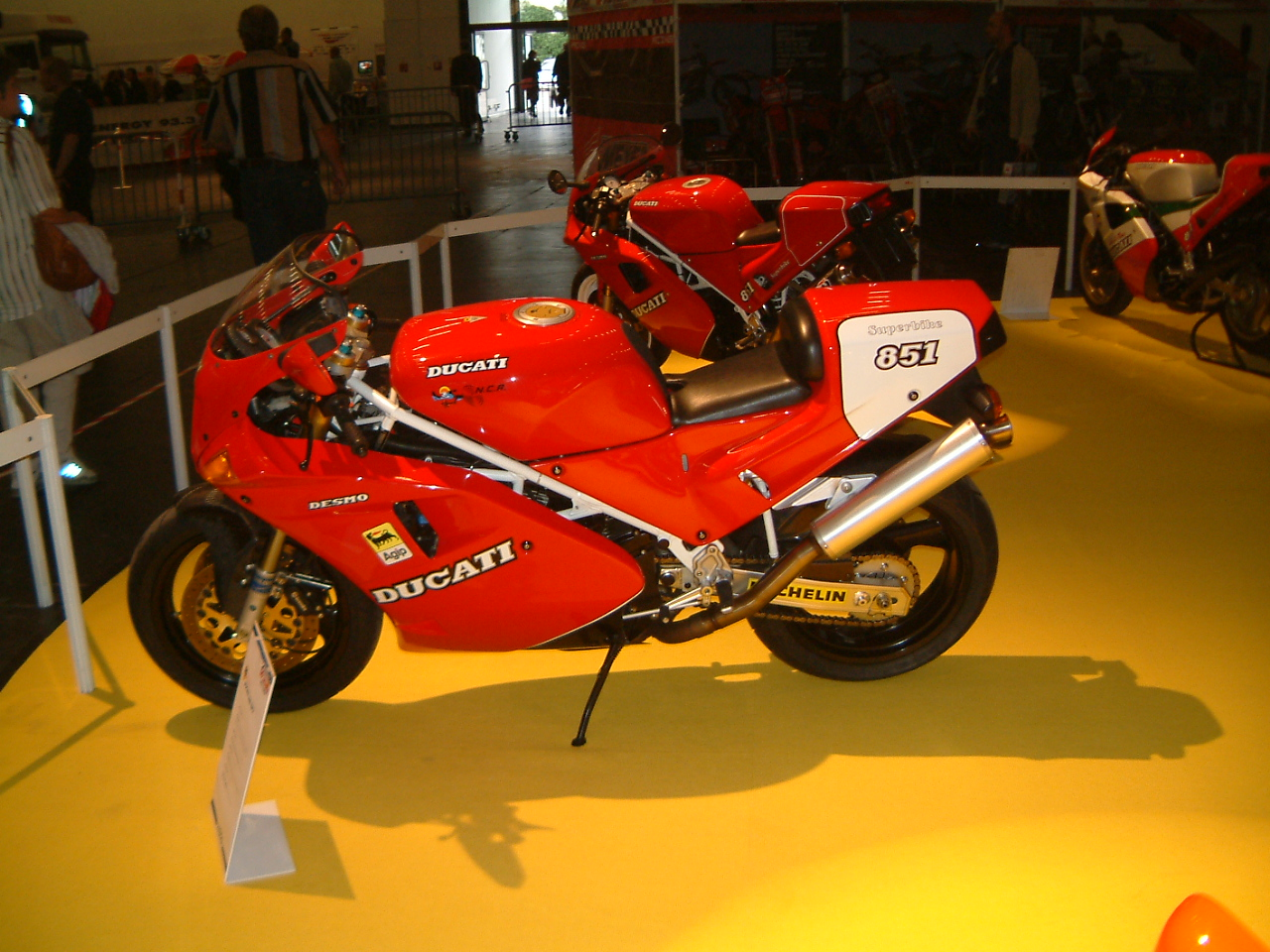
851
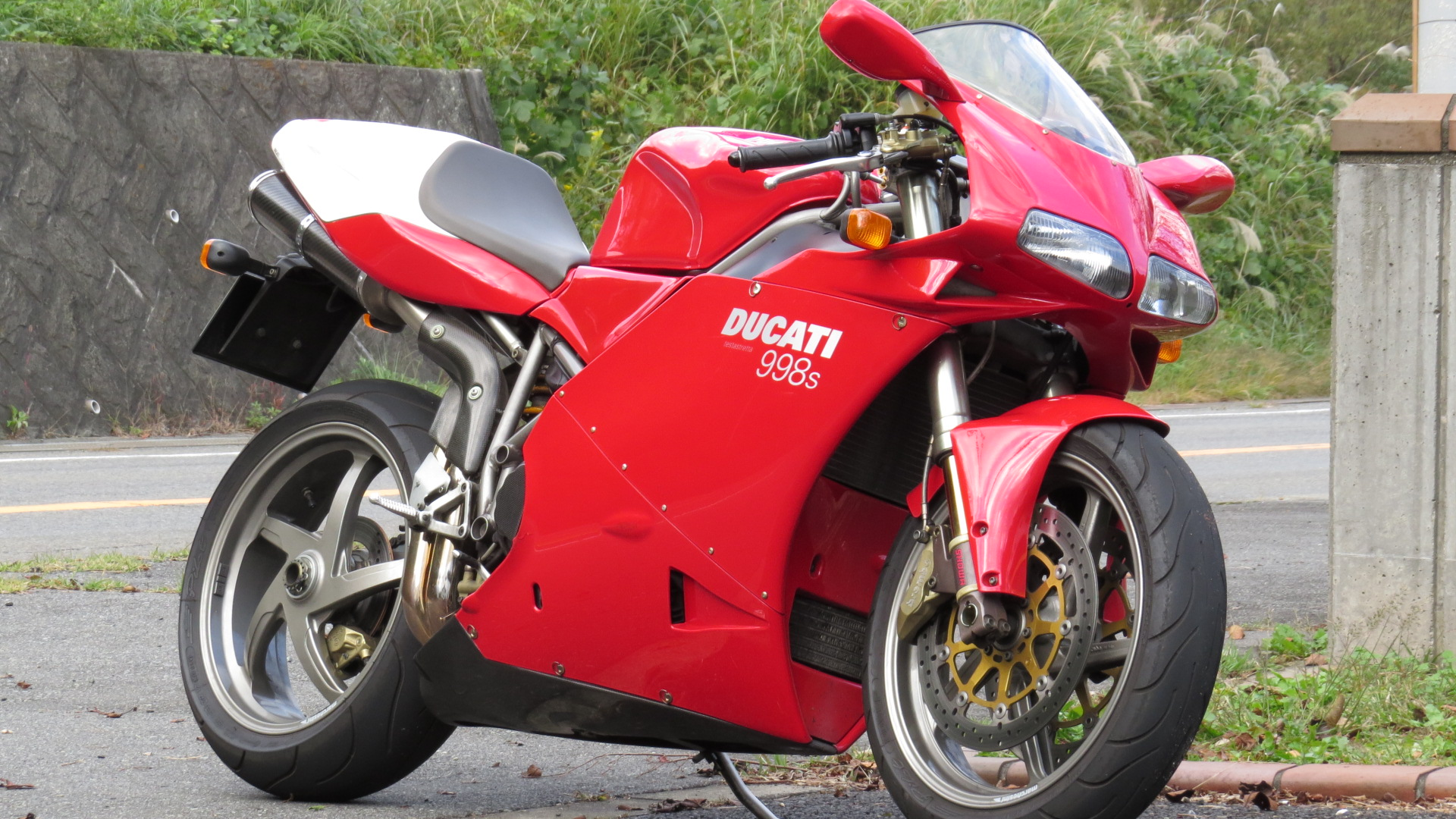
998s
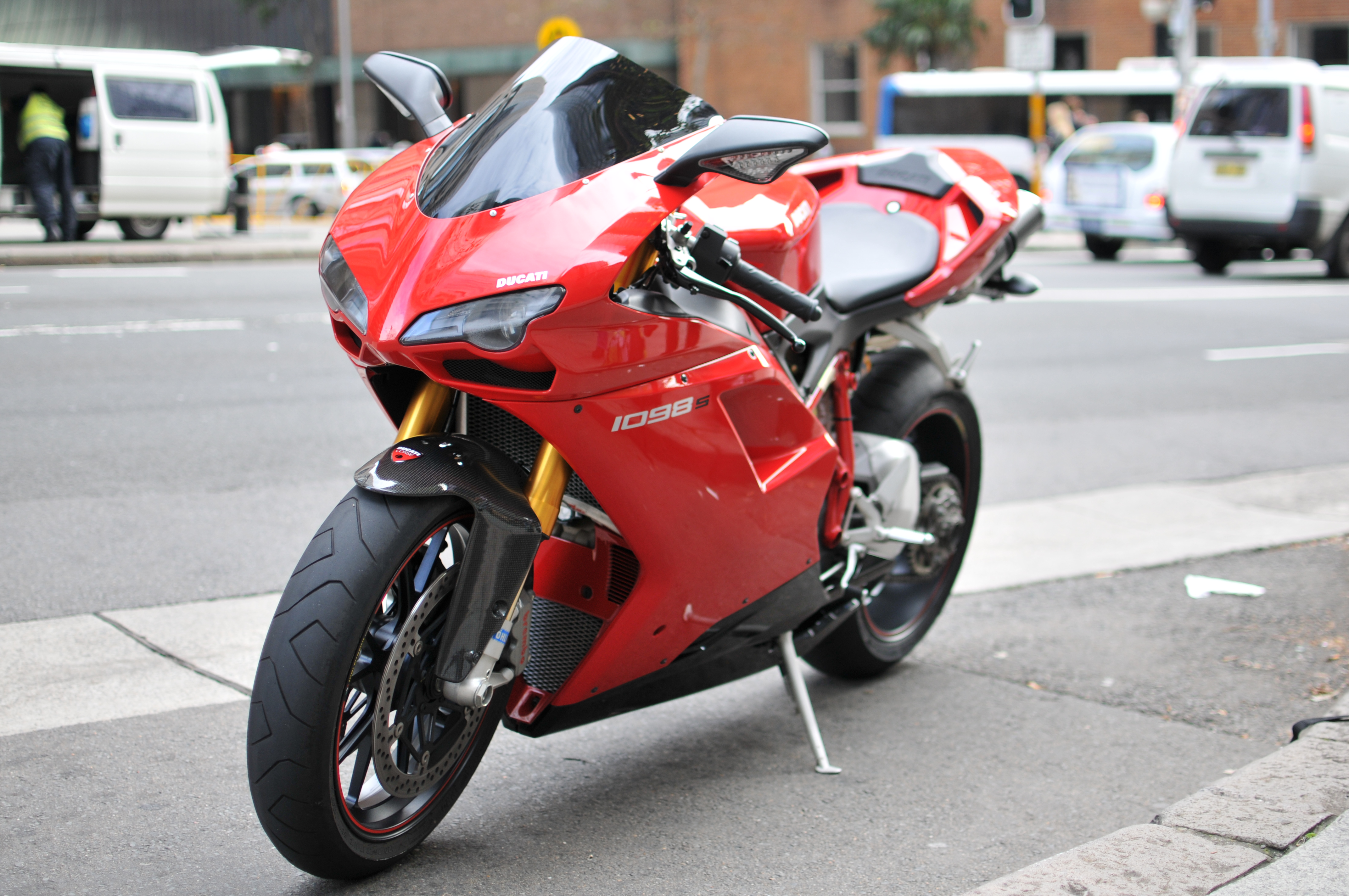
1098S

スーパーバイク選手権に参戦していたワークスレーサーのレプリカシリーズ。水冷エンジン。
851、888
916、996、998、748
996が映画『マトリックス リローデッド』（2003年）に登場した。
999、749

1098、1198、848
848が映画『トランスフォーマー・リベンジ』（2009年）に登場した。
1199、1299、959、899 PANIGALE

V4、V2 PANIGALE
- 851
- 998s
- 1098S

#### パニガーレシリーズ
2011年に発表された、スーパーバイク選手権への参戦を目的として開発されたモデル。排気量を抑えたモデルもある。

#### モンスターシリーズ

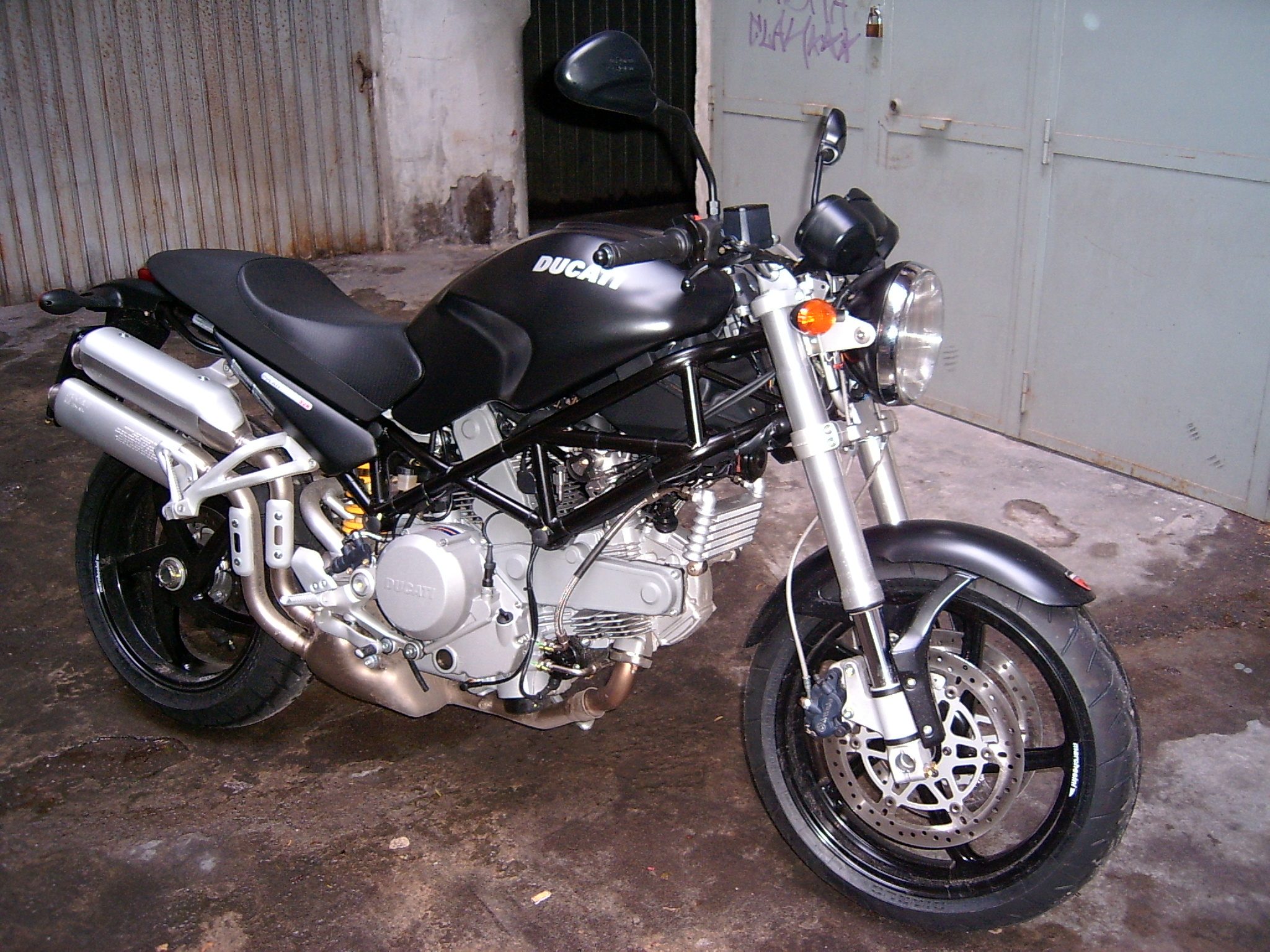
モンスター800S2Rダーク

1993年から販売されているネイキッドのシリーズ。ベストセラーとなり各排気量が発売された。基本的に空冷エンジンだが水冷のハイパワーモデルもある。

#### ムルティストラーダシリーズ

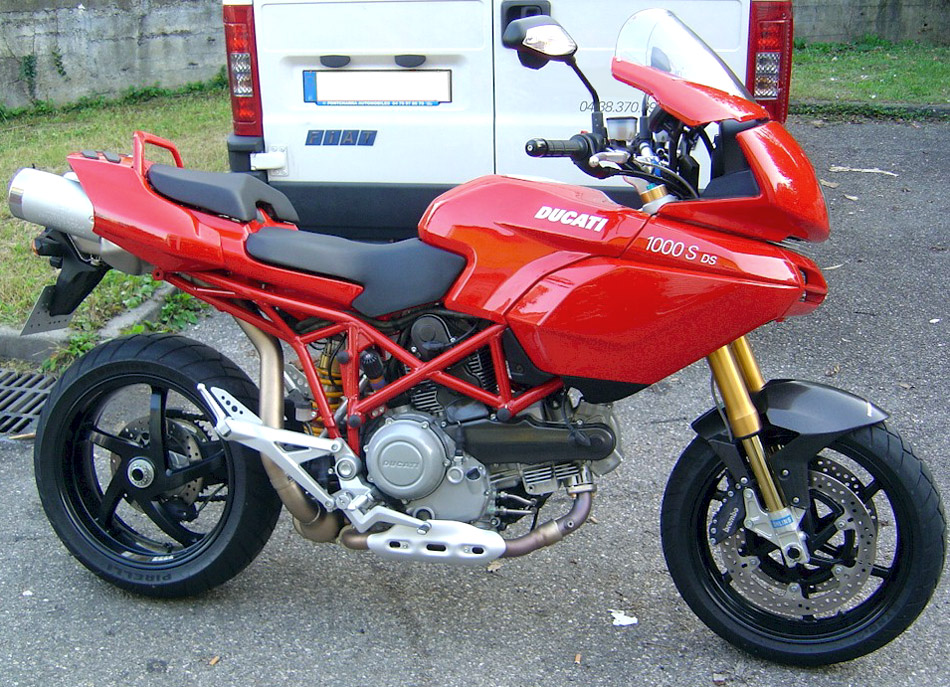
1000s DS

2003年から販売されているデュアルパーパスシリーズ。

#### スポーツクラシックシリーズ

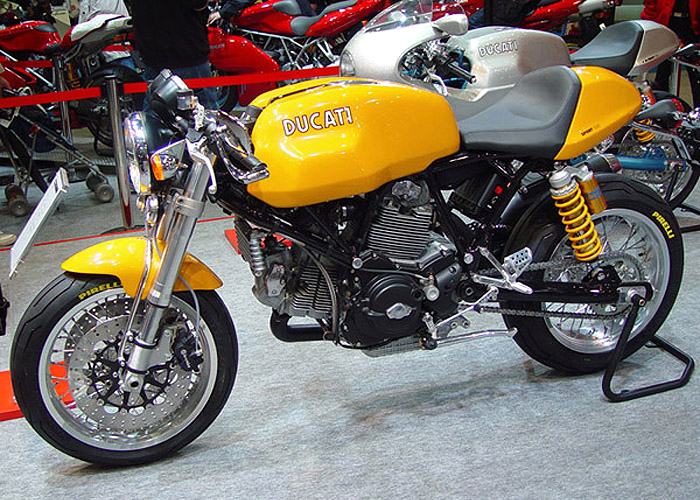
スポーツ1000

2005年から販売されているクラシックな外観のシリーズ。スポーツ1000、スポーツ1000ビポスト、スポーツ1000S、GT1000、ポールスマート1000LEがある。

#### ハイパーモタードシリーズ
2007年から販売されているモタードスタイルのモデル。オンロード用の車体設計により、オフロードベースのモタードに比べてオンロードでの走行に適している。1100、1100sがあるが日本に導入されているのはsのみ。

#### スポーツツーリングシリーズ

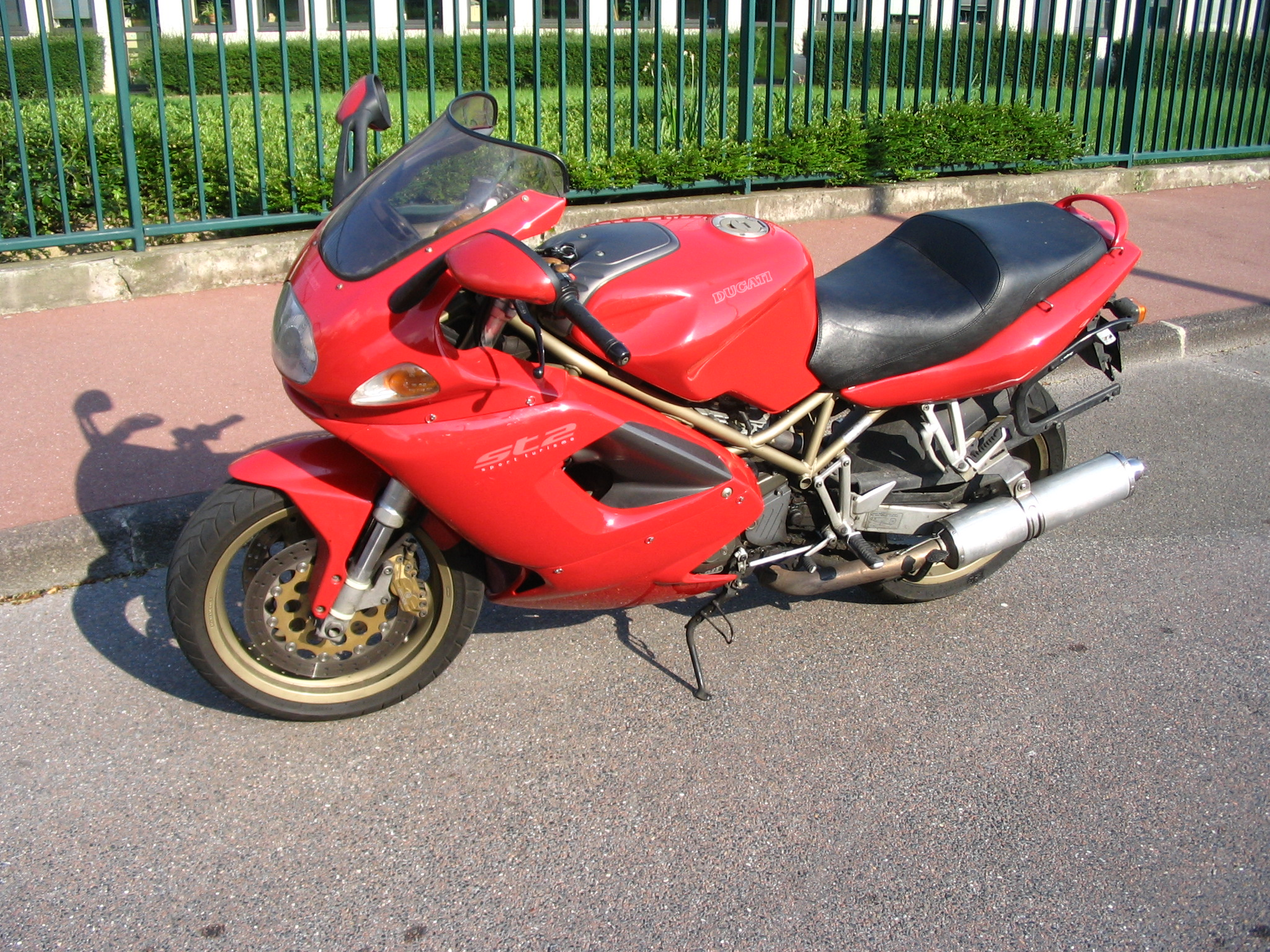
ST2

ツアラーのシリーズ。

#### ストリートファイターシリーズ
2009年から販売されているスーパーバイクベースのエンジンにアップハンドルなどを搭載したモデル。

#### ディアベルシリーズ
2011年から販売されているスポーツ、ツーリング、アーバンの3種類のライディングが選択できるようになっているモデル。

#### スクランブラーシリーズ
1962年から1974年にかけて125cc、250cc、350cc、450ccのモデルがアメリカで販売された。2015年に新モデルとなり803ccの排気量アップとアイコン、アーバン・エンデューロ、クラシック、フル・スロットルの4つのモデルが販売されている。

### その他

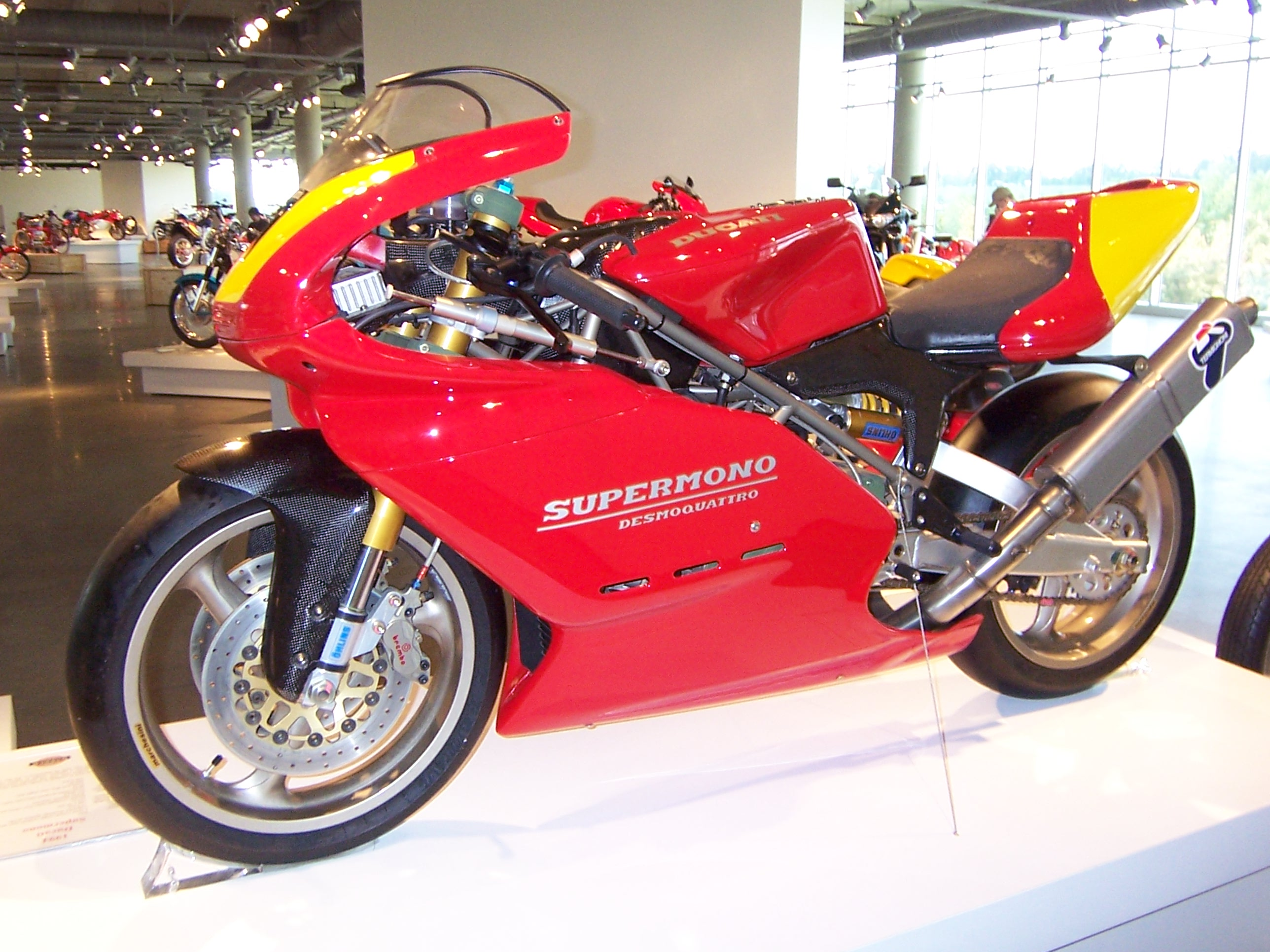
スーパーモノ

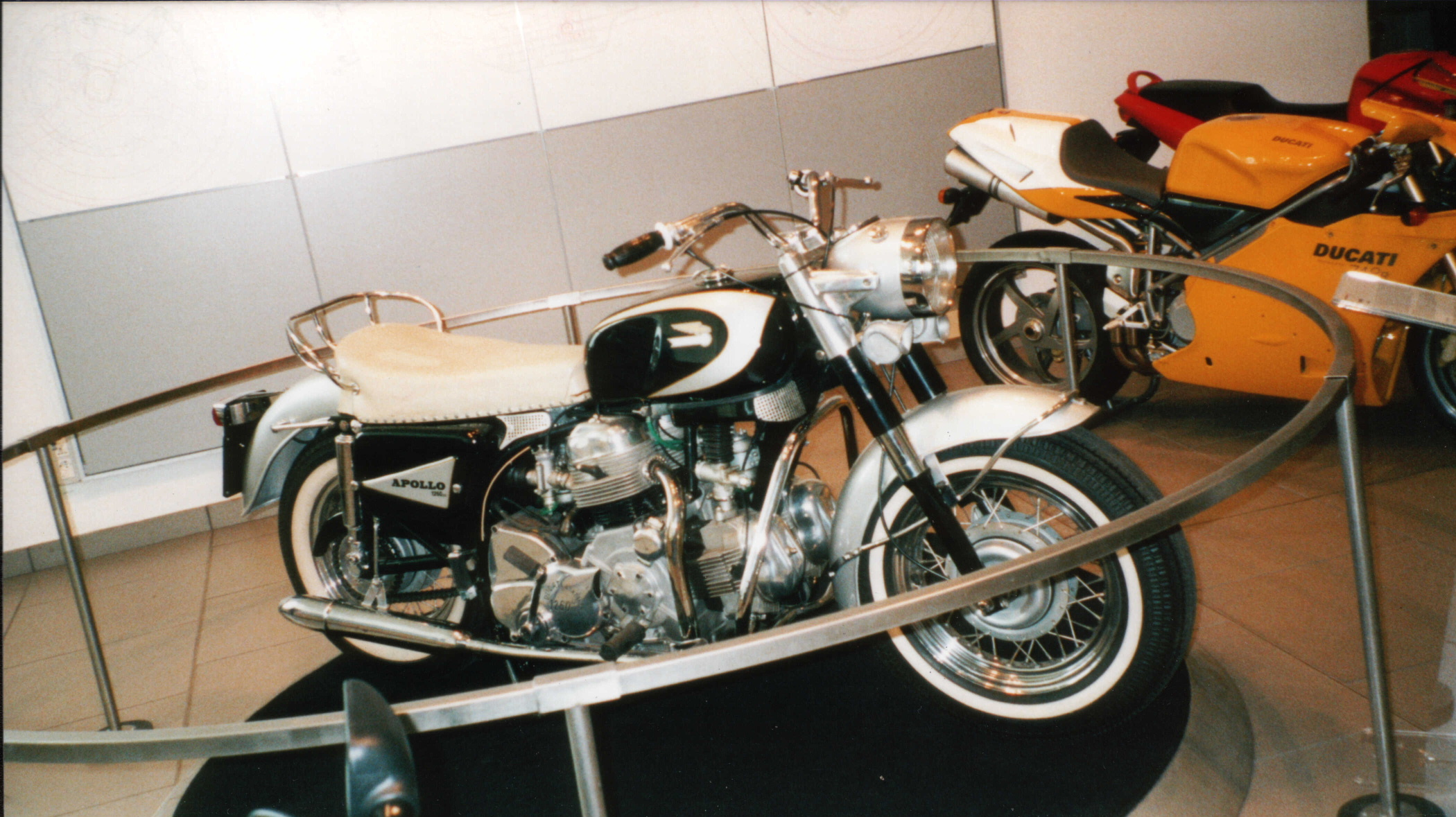
アポロ

デスモセディチ (Desmosedici)
MotoGPクラス参戦を目的としたワークスレーサー。L型4気筒。当初は990ccだったがレギュレーション変更に伴い2007年からは800ccに変更された。
スーパーモノ (Supermono)
1992年発表。当時世界的に盛り上がっていたシングルレース用に851の片シリンダーを使用したワークスレーサー。前期型550cc、後期型570cc。
アポロ (Apollo)
1963年試作。L型4気筒OHV1,257cc 80馬力のモンスターバイク、試作車としてほんの数台が造られたのみで終わった。当時のタイヤがこのエンジンパワーに対応できず公道走行に対応させるために、出力を80馬力から65馬力に抑え専用タイヤを装着してみたものの結局問題は解決できなかった。2台製作されたアポロのうち、現存するのは1台のみ。現在大分県由布市湯布院町の岩下コレクションで公開。